# Élisabeth de Rothschild
La baronne Élisabeth de Rothschild, née Élisabeth Pelletier de Chambure le 9 mars 1902 à Paris et morte en déportation le 23 mars 1945 au camp de concentration de Ravensbrück, est une personnalité mondaine française.

## Biographie
Fille d'Auguste de Chambure, propriétaire bourguignon de L'Argus de la presse, elle épouse en 1923 Marc de Becker Remy, fils d'un aristocrate belge, Auguste de Becker Remy, dont elle divorce en 1934. Elle se remarie alors en 1935 avec le baron Philippe de Rothschild, dont elle a déjà une fille, Philippine, née en 1933. Un fils, Charles-Henri, naît après leur union, en 1938, mais, gravement handicapé, l'enfant décède peu après sa naissance. La perte de cet enfant met un terme à une union passionnée et tumultueuse : le couple divorce en 1939 et Élisabeth reprend son nom de jeune fille.
Lors de l'occupation allemande de la France durant la Seconde Guerre mondiale, la propriété viticole de Philippe, qui produit le fameux Mouton-Rothschild, est saisie et ce dernier est arrêté en Algérie en 1942 par le gouvernement de Vichy. Relâché la même année, il quitte la France pour rejoindre les Forces françaises libres en Angleterre et le général de Gaulle.
Ne pensant pas qu'elle puisse être inquiétée, étant née catholique et issue d'une vieille famille française, Élisabeth reste en France. Cependant, en 1941, la Gestapo l'arrête à Chalon-sur-Saône, l'accusant d'avoir tenté de franchir la ligne de démarcation avec un faux passeport. Relâchée, elle gagne alors Paris où — selon les mémoires de Philippe — sous l'influence de familiers ralliés à Vichy, elle fréquente des individus pro-nazis qui savent lui procurer ce qu'elle désire.
Elle est arrêtée par la Gestapo, selon les versions, en mai ou en juin 1944, et déportée le 15 août 1944 dans le dernier convoi de la région parisienne (« convoi des 57000 ») vers le camp de concentration de Ravensbrück où elle meurt le 23 mars 1945,. Les raisons de son arrestation ne sont pas claires et, d'après le témoignage de sa codétenue Odette Fabius, elle ne s'en expliquait pas elle-même le motif, espérant vainement une intervention de Fernand de Brinon, ambassadeur de Vichy en zone occupée. Il est possible que la Gestapo cherchait à connaître les activités de son ex-mari mais on rapporte également l'épisode selon lequel, à quelques semaines de la libération de Paris, elle aurait refusé de s'asseoir à côté de Suzanne Abetz, épouse française de l'ambassadeur du IIIe Reich Otto Abetz — couple devenu l'épicentre de la vie mondaine parisienne sous l'occupation — lors d'un défilé de la maison Schiaparelli place Vendôme à Paris.
Elle est la seule personne apparentée à la famille Rothschild à mourir en camp de concentration au cours de la Seconde Guerre mondiale.

## Sources
- (en) Cet article est partiellement ou en totalité issu de l’article de Wikipédia en anglais intitulé « Élisabeth de Rothschild » (voir la liste des auteurs).
- Joseph Valynseele et Henri-Claude Mars, Le Sang des Rothschild, Paris, 2004
- Philippe de Rothschild, Milady Vine, 1984